# 北海道道452号下手稲札幌線

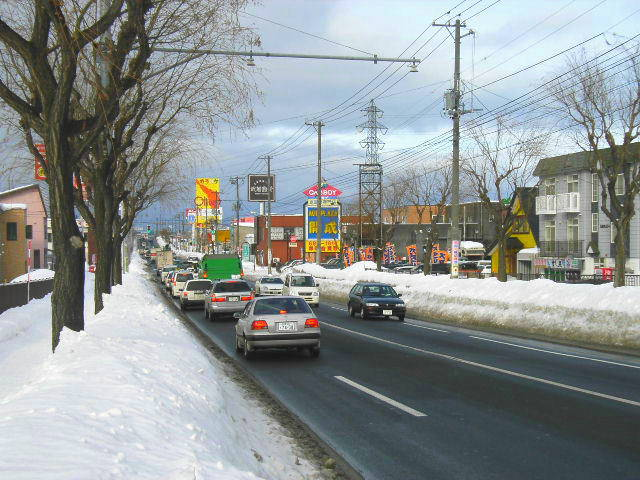
手稲区前田（2005年1月）

北海道道452号下手稲札幌線（ほっかいどうどう452ごう しもていねさっぽろせん）は北海道札幌市内を結ぶ一般道道（北海道道）である。全線が札幌市管理路線。

## 概要
区間の大半は札幌圏都市計画道路である「下手稲通」と重複している。

### 路線データ
- 起点：北海道札幌市手稲区前田6条10丁目（北海道道44号石狩手稲線交点）
- 終点：北海道札幌市中央区北1条西10丁目（国道230号・北海道道124号宮の沢北一条線交点）
- 路線延長：10.4km（総延長）

都市計画道路として
当路線のうち以下の区間は、札幌圏都市計画道路として都市計画決定されている。
- 起点 – 札幌市西区八軒6条東5丁目　：下手稲通
- 札幌市西区八軒6条東5丁目 – 札幌市北区北20条西15丁目：環状通
- 札幌市北区北20条西15丁目 – 札幌市中央区北1条西10丁目：石山通

※なお、下手稲通の起点（札幌市手稲区手稲星置（小樽市境界））から当路線起点までの間は札幌市道である。

## 歴史
- 1963年（昭和38年）10月23日 路線認定[1]。

## 地理
起点の手稲区前田から新発寒・西区発寒・八軒を経て、八軒6条東5丁目までは下手稲通と重複している。下手稲通は小樽市の銭函と札幌市街を結ぶ道の一つで、函館本線の南を並走する国道5号に対し、北側を通る片側2車線の道路である。札幌市内の道路としては特別広いわけではないが、住宅地と工業地をかわるがわる走り、交通量は多い。
札幌競馬場の北で環状通の一部になり「環状通エルムトンネル」の手前（中央区北20条西15丁目）で右折南進し、石山通となる。北海道大学の西側を通り、JR函館本線の高架下をくぐり、国道230号に接続し終点に至る。

### 通過する自治体
- 石狩振興局
  - 札幌市（手稲区 - 西区 - 中央区）

### 交差する道路
手稲区
- 北海道道44号石狩手稲線 - 前田6条10丁目（起点）
- 北海道道128号札幌北広島環状線 - 新発寒5条1丁目

西区
- 国道5号 - 発寒14条1丁目
- 北海道道277号琴似停車場新琴似線 - 八軒6条西1丁目
- 北海道道89号札幌環状線 - 八軒6条東4丁目

中央区
- 北海道道124号宮の沢北一条線 - 北1条西10丁目（終点）
- 国道230号 - 北1条西10丁目（終点）

### 沿線にある施設など
手稲区
- 札幌市消防局手稲消防署前田出張所 - 前田6条5丁目1-9
- 手稲警察署稲積交番 - 新発寒5条6丁目2-8
- コープさっぽろ新はっさむ店 - 新発寒5条5丁目1-10
- 新発寒地区センター図書室 - 新発寒5条4丁目2-2
- 札幌市立新陵東小学校 - 新発寒5条4丁目
- 北洋銀行新発寒支店 - 新発寒5条3丁目1-17
- 北発寒公園 - 新発寒4条2丁目1

西区
- 北海道札幌琴似工業高等学校 - 発寒13条11丁目3-1
- セイコーマートよしみず店 - 発寒14条2丁目1-1
- 税務大学校札幌研修所 - 八軒5条西8丁目1-1
- 農試公園 - 八軒5条西6丁目95-21
- セブン-イレブン札幌八軒6条西店 - 八軒6条西6丁目3-8
- 西警察署八軒交番 - 八軒6条西6丁目1-1
- 北海道信用金庫八軒支店 - 八軒5条西1丁目1-53
- ローソン札幌八軒6条店 - 八軒6条東4丁目633-285

北区
- 北海道札幌工業高等学校 - 北20条西13丁目
- 北海道大学

中央区
- 札幌競馬場 - 北16条西16丁目1-1
- 市立札幌病院 - 北11条西13丁目1-1
- 札幌市立大学桑園キャンパス - 北11条西13丁目
- 北海道大学植物園 - 北3条西8丁目
- 札幌市立中央幼稚園 - 北2条西11丁目
- 市立札幌大通高等学校 - 北2条西11丁目
- 札幌北一条郵便局 - 北1条西10丁目